# Parents à perpétuité (téléfilm, 2021)
Pour les articles homonymes, voir Parents à perpétuité.
Parents à perpétuité (titre original : Für immer Eltern) est un téléfilm allemand réalisé par Florian Schwarz en 2021.

## Synopsis
Après le départ de leurs deux enfants, Michael et Anja ont troqué leur maison de banlieue contre un appartement en centre-ville et espèrent goûter enfin à une totale liberté. Mais leur bonheur s'écourte vite lorsque leur fils Niklas, professeur-stagiaire raté, vient s'installer après avoir été expulsé de son logement...

## Fiche technique
- Titre original : Für immer Eltern
- Réalisation : Florian Schwarz
- Scénario : Peter Probst
- Directeur de la photographie : Philipp Sichler
- Montage : Vera van Appeldorn
- Musique : Sven Rossenbach et Florian van Volxem
- Costumes : Mo Vorwerck
- Production : Michael et Julie Smeaton
- Genre : Comédie
- Pays :  Allemagne
- Durée : 88 minutes (1 h 28)
- Date de diffusion : 19 mars 2021 sur Arte

## Distribution
- Devid Striesow (VF : Alexis Victor) : Michael Wagner
- Anja Schneider (VF : Claire Guyot) : Anja Wagner
- Max Schimmelpfennig (VF : Gauthier Battoue) : Niklas "Nicky" Wagner
- Shenja Lacher : Karl Steurer
- Petra Hartung : Vera Beierle
- Hanna Sheibe : Tine Makowski
- Nils Hohenhovel (VF : Julien Crampon) : Robby
- Malene Becker : Hanna von Bose
- Pauline Fusban (VF : Adeline Moreau) : Stella Wagner
- Anouk Elias (VF : Charlotte Ricateau) : Alina Sedunko
- Ella-Maria Gollmer : Marie Anspach
- Lukas Rüppel : Herr Schorn
- Marina Massidda : Elsa
- Luis Immanuel Rost (VF : Julian Carrey)  : Kaspar
- Alexander Khachab (VF : Milan Morotti) : Bülent
- Ruben Felipe Segura Kanngießer : Jo
- Malene Tanczik : Franka Anselmi

## Commentaire
Le film est une allusion au phénomène de plus en plus répandu des Boomerang Kids, plus connu en France comme le phénomène des « Tanguy », en référence au film éponyme d'Étienne Chatiliez, sorti en 2001.